# Ledesma (Salamanca)
Ledesma és un municipi de la província de Salamanca, a la comunitat autònoma de Castella i Lleó. Limita al Nord amb Carbellino (Zamora), Almeida de Sayago, Alfaraz de Sayago i Moraleja de Sayago, a l'Est amb Añover de Tormes i Juzbado, al Sud amb Villarmayor i Doñinos de Ledesma i a l'Oest amb Gejuelo del Barro i Villaseco de los Reyes.

## Demografia
| 1991 | 1996 | 2001 | 2004 |
| ---- | ---- | ---- | ---- |
| 1986 | 2008 | 1927 | 1869 |